# Serra de Cirera
La Serra de Cirera és una serra situada al municipi d'Odèn (Solsonès), amb una elevació màxima de 1.147,1 metres.